# William Blackett (2e baronnet)
William Blackett, 2e baronnet de Newcastle-upon-Tyne (11 février 1690 - 25 septembre 1728), de Pilgrim Street à Newcastle-upon-Tyne et de Wallington Hall, à Northumberland, est un propriétaire britannique et un homme politique conservateur qui siège à la Chambre des communes de 1710 à 1728.

## Biographie

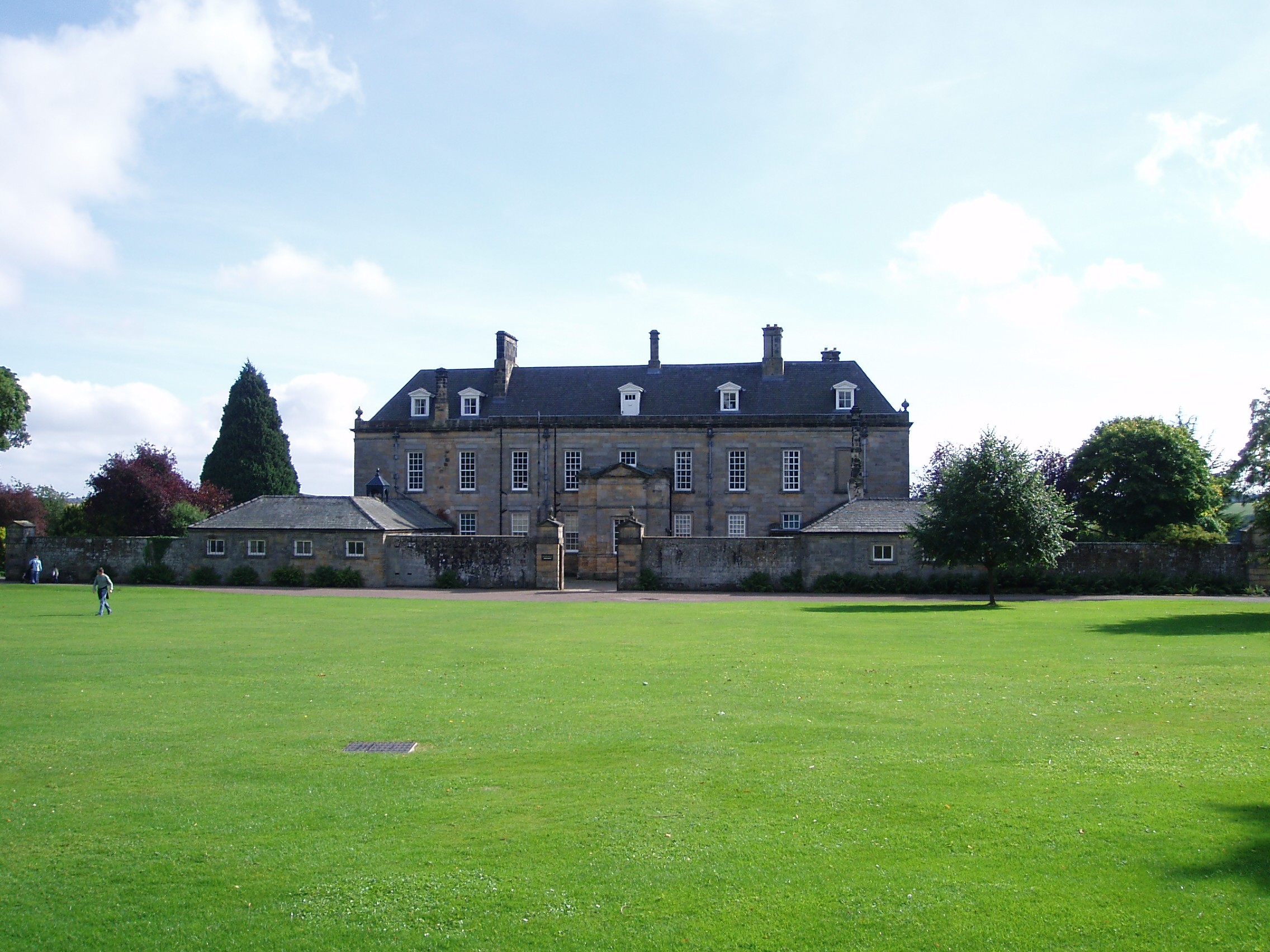
Wallington Hall, Cambo

Il est le fils de William Blackett et de sa femme Julia Conyers. Il fait ses études à University College, Oxford. À la mort de son père en 1705, il lui succède comme baronnet et hérite de Wallington Hall, Cambo.
Il est élu député de Newcastle-upon-Tyne en 1710 et conserve son siège jusqu'en 1728,. Il est élu maire de Newcastle pour 1718-1719.
Il est un jacobite mais son soutien est atténué après qu'un mandat d'arrêt ait été lancé contre lui.
Il épouse Barbara Villiers, fille de William Villiers (2e comte de Jersey), en 1725. Ils n'ont pas d'enfants, bien qu'il ait eu auparavant une fille illégitime, Elizabeth Orde. Le titre de baronnet s'éteint à sa mort. Il lègue ses biens à Allendale, Northumberland et Wallington Hall, Cambo à son neveu Walter Calverley-Blackett, 2e baronnet de Calvinet, sous réserve de ce dernier épouse Elizabeth Orde, fille naturelle de Blackett et change son nom en Blackett.